# Kupfertagebau Aqtoghai
Aqtoghai (kasachisch Ақтоғай мыс кен орны, Aqtoghaı mys ken orny, englisch Aktogay Mine) ist ein Kupfererztagebau bei Aqtoghai im Gebiet Abai, ca. 250 km von der Grenze zu China entfernt. Der Tagebau mit angeschlossener Aufbereitung und Kupferraffinerie wird von KAZ Minerals betrieben und ist der größte Kupferproduzent in Kasachstan.
Aqtoghai nahm im Dezember 2015 die Produktion von Kathodenkupfer aus Oxiderz auf sowie im Februar 2017 die Produktion von Kupfer in Konzentrat aus Sulfiderz. Der durchschnittliche Kupfergehalt beträgt 0,27 % (Oxiderz) bzw. 0,33 % (Sulfiderz). Die in Betrieb befindliche Sulfidaufbereitung hat eine Jahreskapazität von 25 Millionen Tonnen. Die Sulfidverarbeitungskapazität soll auf 50 Millionen Tonnen verdoppelt werden mit der Hinzufügung eines zweiten Konzentrators bis Ende 2021. 2020 wurden 131 kt Kupfer produziert. Nach Inbetriebnahme des zweiten Konzentrators wird die Produktion voraussichtlich auf 170 kt pro Jahr steigen. Die erkundeten Vorräte reichen für etwa 28 Jahre.